# Ексеместан
Ексеместан (англ. Exemestane, лат. Exemestanum) — синтетичний лікарський препарат стероїдної будови, який належить до інгібіторів ароматази, що застосовується перорально. Ексеместан уперше синтезований у лабораторії компанії «Pharmacia & Upjohn» (яка пізніше увійшла до складу корпорації «Pfizer»), та уперше зареєстрований FDA у 1999 році.

## Фармакологічні властивості
Ексеместан — синтетичний лікарський засіб стероїдної будови, який належить до інгібіторів ароматази. Механізм дії препарату полягає в інгібуванні ферменту ароматази, яка забезпечує перетворення в тканинах андростендіону в естрол, з якого пізніше утворюється естрадіол, що призводить до гальмування дії естрогенів на чутливі до них клітини організму. Наслідком цього у першу чергу є інгібування росту естрогензалежних злоякісних пухлин молочної залози без естрогенної, андрогенної та гестагенної активності, а також без впливу на рецептори мінералокортикоїдів і глюкокортикоїдів. Ексеместан застосовується при раку молочної залози в жінок у постменопаузальному періоді, у тому числі при неефективності застосування тамоксифену і мегестролу.
Ексеместан також сприяє підвищенню рівня тестостерону в чоловіків та зменшує побічні ефекти анаболічних стероїдів, тому часто застосовується культуристами для нарощування м'язової маси.

### Фармакокінетика
Ексеместан швидко всмоктується після перорального застосування, проте біодоступність препарату становить лише 42 %. Максимальна концентрація препарату в крові досягається протягом 1,2—2,9 години після прийому препарату. Препарат добре (на 90 %) зв'язується з білками плазми крові. Даних за проникнення ексеместану через плацентарний бар'єр і в грудне молоко немає. Препарат метаболізується у печінці з утворенням неактивних і малоактивних метаболітів. Виводиться ексеместан із організму як із сечею, так і з калом, переважно у вигляді метаболітів. Період напіввиведення препарату становить 24 години, і цей час не змінюється при порушеннях функції печінки і нирок.

## Покази до застосування
Ексеместан застосовують для лікування прогресуючого раку молочної залози у жінок в постменопаузальному періоді при неефективності лікування антиестрогенами.

## Побічна дія
При застосуванні ексеместану побічні ефекти спостерігаються нечасто, та пов'язані з гальмуванням синтезу естрогенів, більшість побічних явищ при застосуванні ексеместану виражені слабо або помірно. Найчастіше при застосуванні препарату спостерігаються приливи крові, нудота, швидка втомлюваність. Серед інших побічних ефектів препарату найчастішими є:
- Алергічні реакції та з боку шкірних покривів — шкірний висип, свербіж шкіри, алопеція, гарячка, кашель, підвищення потовиділення.
- З боку травної системи — біль у животі, блювання, діарея або запор, зниження апетиту.
- З боку нервової системи — головний біль, сонливість, депресія, запаморочення, безсоння, парестезії.
- З боку серцево-судинної системи — артеріальна гіпертензія.
- Зміни в лабораторних аналізах — лімфопенія, тромбоцитопенія, лейкопенія, підвищення рівня активності ферментів печінки в крові.

## Протипокази
Ексеместан протипоказаний при підвищеній чутливості до препарату, при вагітності та годуванні грудьми.

## Форми випуску
Ексеместан випускається у вигляді таблеток по 0,025 г.